# Ordre royal de Kamehameha Ier
L'ordre royal de Kamehameha Ier est un ordre de chevalerie établi par Kamehameha V en 1865, pour promouvoir et défendre la souveraineté du Royaume de Hawai. Créé par la Constitution de 1864, l'ordre de Kamehameha Ier est le deuxième ordre de cette catégorie à Hawaï. Il rend hommage à Kamehameha Ier, premier monarque d'Hawaï.

## Grades
La nomination d'un membre de l'ordre est déterminée par le nombre de membres vivants au sein de chaque grade. À tout moment, il ne peut y avoir que: 
- Knight Grand Cross with Collar (CGCOK) - limité aux chefs d'État
- Knight Grand Cross (KGCOK) - 10 personnes
- Knights Commander (KCOK) - 30 individus
- Knights Companion (KOK) - 50 personnes

Lorsqu'il accède au trône, Kamehameha V, établit, par décret spécial, promu par le conseil privé en utilisant l'article 35 de la Constitution  l'ordre de Kamehameha I le 11 avril 1865, nommé en l'honneur de son grand-père Kamehameha I . 
L'Ordre a été décerné 57 fois par le roi Kamehameha V et 82 fois par le roi Kalākaua.  
Nombre de récompenses dans l'histoire de l'Ordre: 
- Chevalier grand-croix : 40 récipiendaires [3]
- Chevalier commandeur : 56 récipiendaires
- Chevalier compagnon : 43 récipiendaires

## Grand Conseil
Le Grand Conseil de l'ordre, composé des membres de l'ordre résidant dans les îles hawaïennes, se réunit chaque année. 

## Insigne de l'ordre
L'insigne de l'ordre est une croix maltaise en or ou en argent avec émail blanc, surmontée de la couronne hawaïenne. Des rayons d'or ou d'argent sont placés entre les bras de la croix. Un disque émaillé blanc imposé sur la croix porte un "K" doré élaboré en son centre; la bande émaillée de bleu entourant le disque est gravée "KAMEHAMEHA I" en lettres dorées, avec deux branches de laurier doré. Sur un disque comparable au dos de l'insigne est inscrit "E HOOKANAKA" (« Ordre de la Fraternité », en hawaïen). 

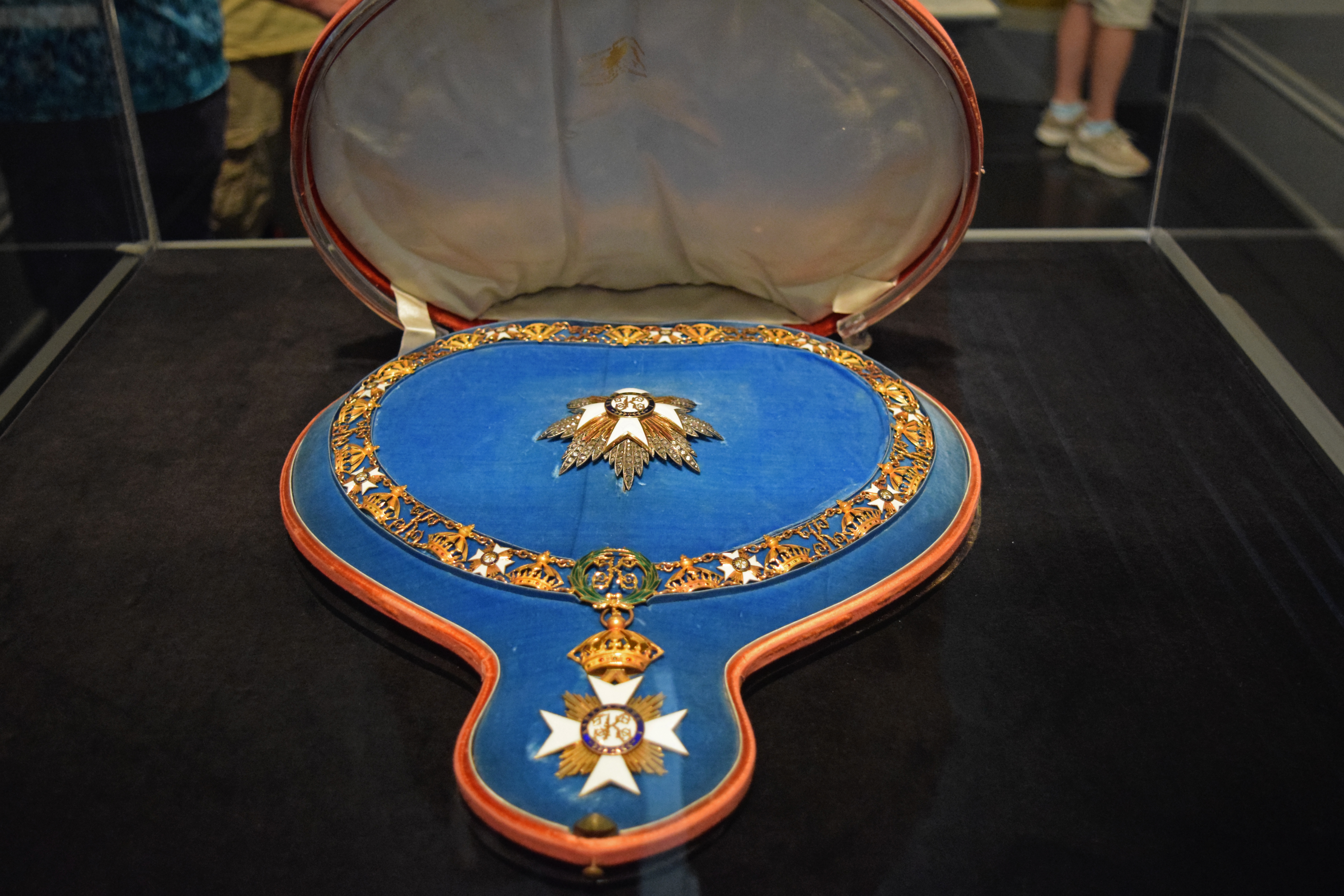
Grand-croix avec col
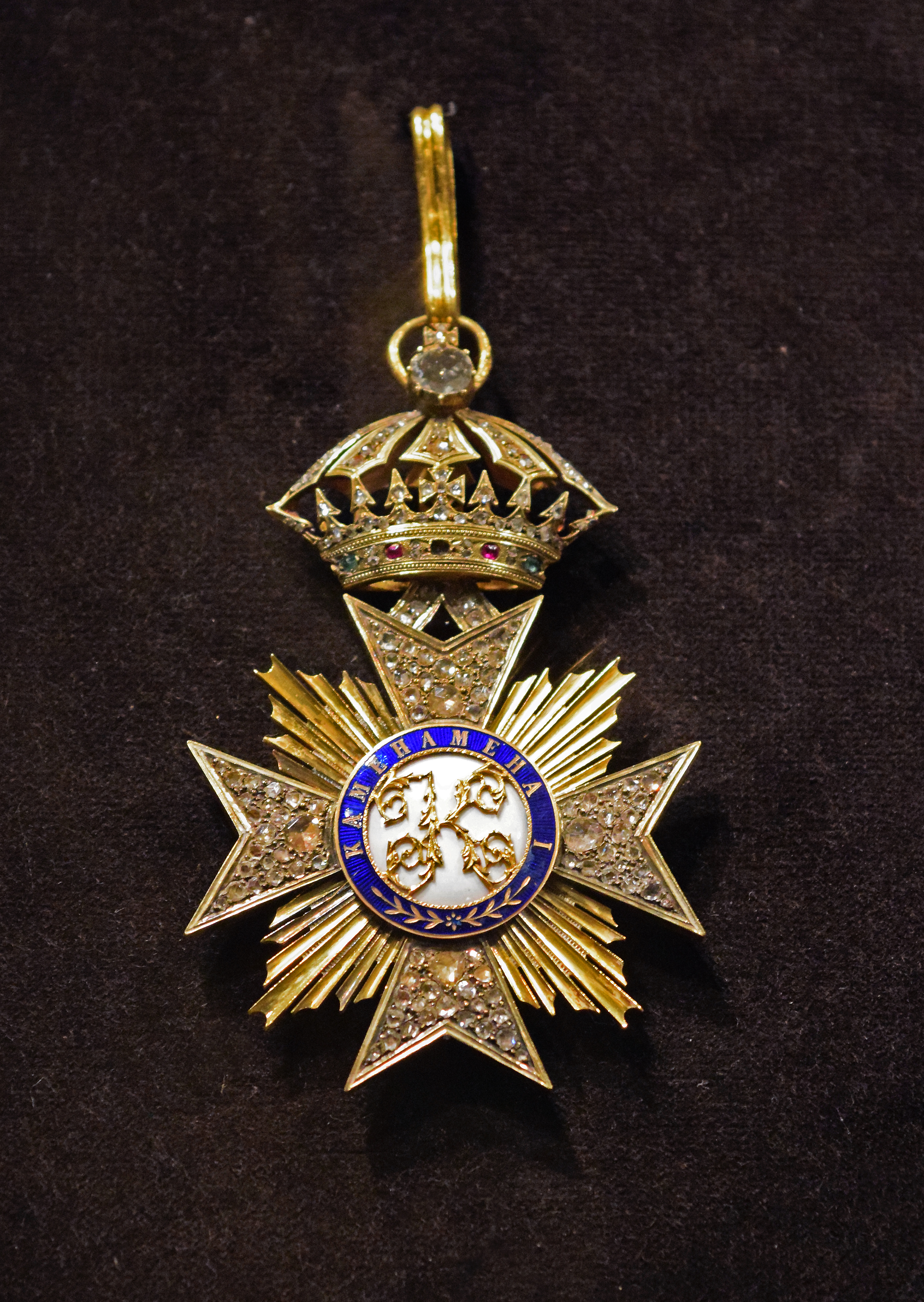
Insigne de ceinture grand-croix en brillants
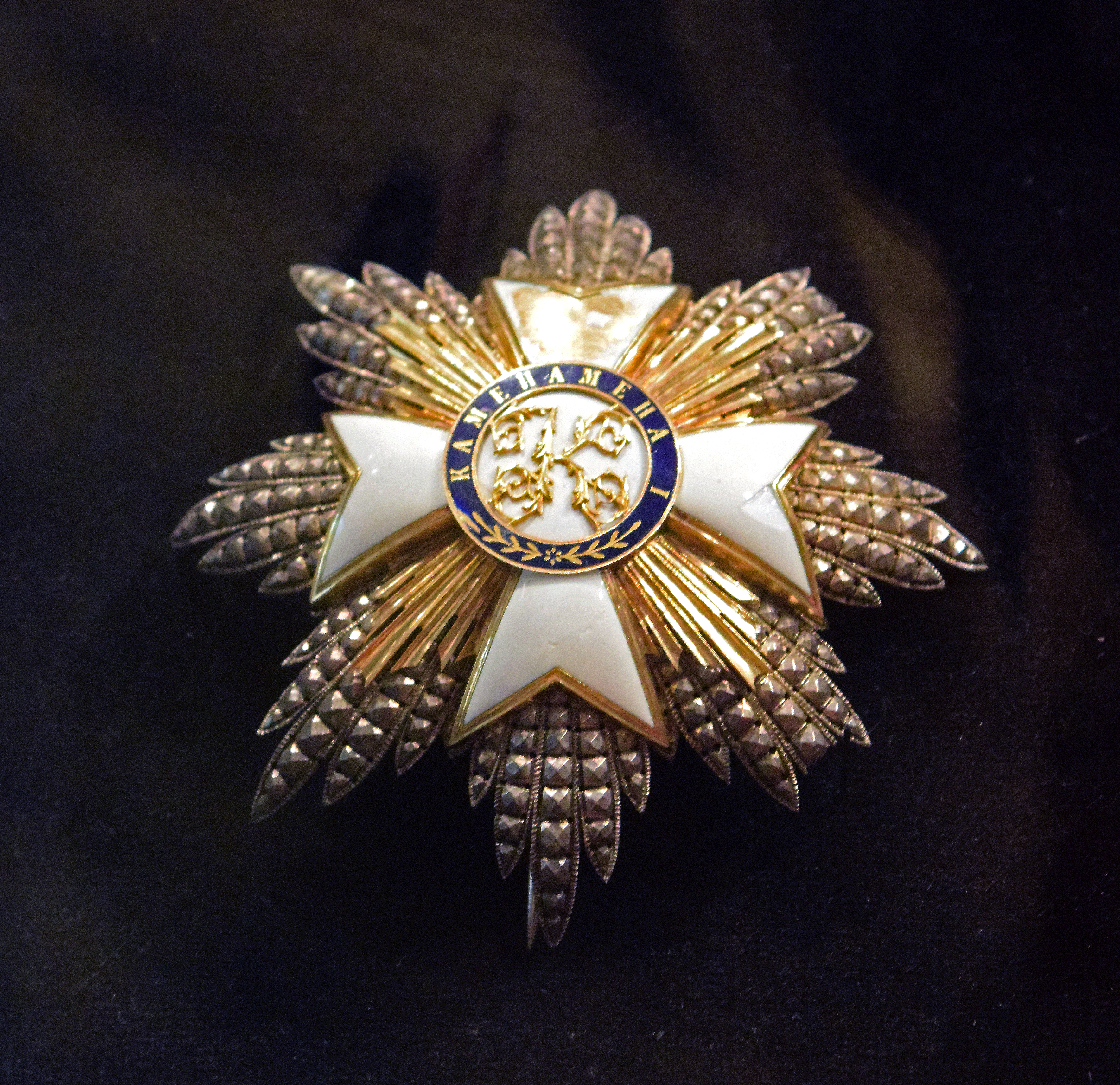
Chevalier grand-croix étoilée
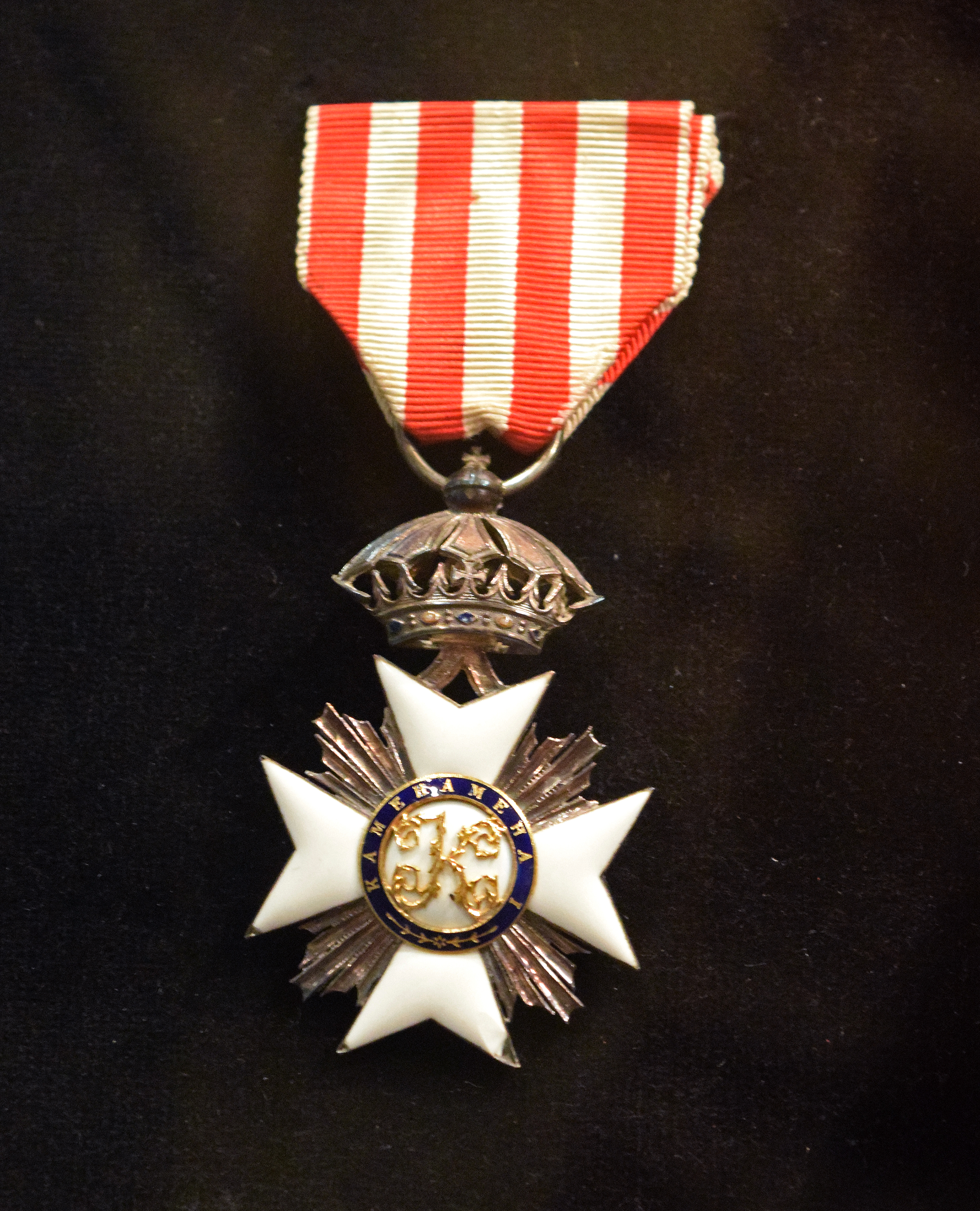
Croix de compagnon